# When the Levees Broke
When the Levees Broke: A Requiem in Four Acts es una película documental de 2006 dirigida por Spike Lee sobre la devastación de Nueva Orleans, Luisiana, tras el fallo de los diques durante el huracán Katrina.

## Sinopsis
La película se centra en las vidas de los residentes de Nueva Orleans tras el paso del huracán Katrina. La película muestra a los residentes en medio del desastre lidiando con la muerte, la devastación y la enfermedad. Spike Lee entrevistó a políticos, ingenieros, historiadores, periodistas y residentes que vivieron en carne propia el incidente.

## Producción y estreno
Se filmó a fines de agosto y principios de septiembre de 2005, y fue estrenada en el New Orleans Arena el 16 de agosto de 2006 y transmitida por la cadena HBO una semana después. El estreno en televisión se emitió en dos partes el 21 y 22 de agosto de 2006. Sheila Nevins, jefa de la unidad de documentales de HBO, la ha descrito como "una de las películas más importantes hechas en la historia de la cadena". El título hace referencia a la canción de blues "When the Levee Breaks" de Kansas Joe McCoy y Memphis Minnie sobre la Gran Inundación del Misisipi de 1927.
El documental fue exhibido en el 63.er Festival Internacional de Cine de Venecia el 31 de agosto y el 1 de septiembre de 2006. También se proyectó en el Festival Internacional de Cine de Toronto el 15 y 16 de septiembre de 2006 y ganó tres premios en la 59ª edición de los Primetime Emmy Awards, además de recibir un Premio Peabody.